# المحاسن و الاضداد
المحاسن و الاضداد، منسوب به جاحظ (۱۶۰-۲۵۵ ق) است. اما انتساب کتاب به جاحظ مورد تردید است و عده‌ای این اثر را متعلق به ابوالفضل بیهقی (زاده ۳۷۰ ه. ش. درگذشته ۴۵۶ ه. ش ) می‌دانند. با این حال شرح نوروز مندرج در کتاب مذکور به دست ایرانی تباری به نام «عیسی بن موسی» صورت گرفته که اعراب او را «الخسروی» می‌نامند.